# Николаенков, Игорь Дмитриевич
Игорь Дмитриевич Николаенков (1 августа 1920 — 3 марта 1947) — офицер Военно-морского флота СССР, участник Великой Отечественной войны, курсантом военно-морского училища принимал участие в оборонительных боях против немецко-фашистских захватчиков на подступах к Ленинграду и Москве, в должности командира миномётной роты участвовал Битве за Днепр, Герой Советского Союза (1943), инженер капитан-лейтенант. Трагически погиб в 1947 году.

## Биография
Игорь Дмитриевич Николаенков родился 1 августа 1920 года в городе Смоленске в многодетной семье служащего. Игорь рано остался без отца, пятерых детей воспитывал одна мама. В 1929 году семья переехала в город Иваново.
В 1938 году после окончания средней школы № 36 г. Иваново поступил в Ленинградское высшее военно-морское инженерное училище имени Ф. Э. Дзержинского.

### Участие в Великой Отечественной войне
В июне 1941 года Николаенков закончил третий курс училища и с первых дней начала Великой Отечественной войны, вместе с другими курсантами и офицерами училища, ушёл на фронт. В июле — сентябре 1941 года в составе истребительного батальона «Дзержинский» Отдельной курсантской бригады военно-морских учебных заведений (ВМУЗ) участвовал в оборонительных боях у города Кингисеппа и на подступах к Ленинграду.
В декабре 1941 года в составе 75-й отдельной бригады морской пехоты Николаенков участвовал в боях под Москвой. Под Дмитровом моряки несколько суток отбивали атаки врага. 19 января 1942 года Николаенков был тяжело ранен, но через два месяца вернулся в строй. В составе 32-го Гвардейского Краснознамённого стрелкового полка командир 82 мм миномётной роты гвардии инженер-младший лейтенант Николаенков участвовал в боях за город Сычёвка Смоленской области. В период с 23 ноября по 8 декабря 1942 года миномётная рота под командованием Николаенков уничтожила три пулемётные точки и батарею ротных миномётов противника, до 200 немецких солдат и офицеров. 7 декабря рота Николаенкова миномётным огнём отбила две контратаки противника, тем самым обеспечив успех боевой операции. За эти бои командир роты был представлен к награждению медалью «За отвагу», но 12 декабря 1942 года был награждён медалью «За боевые заслуги». В 1942 году вступил в члены ВКП(б).
В июне 1943 года миномётная рота Николаенкова поддерживала наступление пехоты Красной армии, и уничтожила средний танк противника. 25 августа 1943 года Николаенков был награждён орденом Красной Звезды. Летом 1943 года Николаенков участвовал в Курской битве и наступательной операции войск Степного фронта через Белгород и Харьков к Днепру. 23 сентября 1943 года командир миномётной роты 132-го гвардейского стрелкового полка 42-й гвардейской стрелковой дивизии 40-й армии Воронежского фронта гвардии старший лейтенант Николаенков успешно произвёл разведку Днепра южнее города Киева. На подручных средствах, используя обнаруженную песчаную отмель, одним из первых вместе с ротой переправился на правый берег реки в районе села Гребени (Кагарлыкский район Киевской области). Заняв огневые позиции, миномётчики вступили в бой. Под прикрытием огня миномётов водную преграду форсировали другие подразделения полка. В течение трёх суток Николаенков, несмотря на полученное ранение, лично корректировал огонь миномётов, поддерживая пехоту в бою за плацдарм. Когда немецкие части подошли вплотную к позициям батареи, он вызвал артиллерийский огонь на себя, а затем первым поднялся в атаку и повёл за собой бойцов.
Указом Президиума Верховного Совета СССР от 29 октября 1943 года за образцовое выполнение заданий командования и проявленные мужество и героизм в боях с немецко-фашистскими захватчиками гвардии старшему лейтенанту Николаенкову Игорю Дмитриевичу присвоено звание Героя Советского Союза с вручением ордена Ленина и медали «Золотая Звезда» (№ 2797).
В 1944 году Николаенков вернулся в военно-морское училище и продолжил учёбу. В 1946 году окончил училище с отличием и был направлен для прохождения службы на корабли Краснознамённого Балтийского флота.
3 марта 1947 года инженер капитан-лейтенант Николаенков во время командировки в город Рига при исполнении служебных обязанностей был убит националистами. Был похоронен в Ленинграде на Волковском православном кладбище.

## Награды и звания
- Герой Советского Союза (Указ Президиума Верховного Совета СССР от 29 октября 1943 года, медаль «Золотая Звезда» № 2797)[1];
- орден Ленина (1943)[1];
- орден Красной Звезды (1943)[5];
- медаль «За боевые заслуги» (1942)[6] и другие.

## Семья
Игорь Дмитриевич был женат. 18 марта 1947 года, спустя две недели после трагической гибели Николаенкова, в его семье родился сын, которого назвали в честь отца Игорем. Игорь Игоревич пошёл по стопам отца — поступил в то же училище, которое окончил его прославленный отец, стал военным моряком, капитаном 1 ранга, преподавателем ВВМИУ имени Ф. Э. Дзержинского, защитил диссертацию на звание кандидата технических наук.

## Память
В 1974 году дом по адресу г. Иваново, проспект Ленина, д. 23, в котором на пятом этаже в квартире № 56, с 1929 по 1938 год жил Николаенков Игорь Дмитриевич был объявлен «Объектом культурного наследия народов РФ».

3 мая 1976 года Решением Ленинградского горисполкома № 328 могила И. Д. Николаенкова на Волковском православном кладбище (г. Ленинград, Расстанный пр., 7-А) была объявлена «Объектом культурного наследия народов РФ», 15 сентября 2012 года могила и памятник И. Д. Николаенкову внесены в Книгу Памяти Северо-Западного федерального округа.
В 1980-х годах в училище, в котором он учился, проходило комсомольско-молодёжное соревнование на приз Героя Советского Союза И. Д. Николаенкова.